# Iberoamericana Vervuert
Iberoamericana Vervuert ist ein unabhängiger, wissenschaftlicher Fachverlag mit Sitz in Madrid und Frankfurt am Main. Er ist auf Publikationen zu den iberoamerikanischen Kulturen und Ländern (einschließlich Spaniens und Portugals) spezialisiert.
Neben der verlegerischen Tätigkeit ist Iberoamericana Vervuert auch ein Lieferant für Bücher aus Spanien, Lateinamerika und Portugal, spezialisiert auf wissenschaftliche Bibliotheken in der ganzen Welt.

## Geschichte und Verlagsprofil
Der Verlag wurde 1977 in Frankfurt am Main von Klaus Dieter Vervuert (1945–2017) gegründet. Er hatte bereits zwei Jahre zuvor mit dem Import und Vertrieb von Publikationen aus Spanien und Lateinamerika begonnen.
Jährlich erscheinen etwa 75 Titel zu Geschichte, Literatur, Kunst und Sprache Lateinamerikas, Spaniens und, in geringerem Umfang, Portugals. Außerdem werden zwei Fachzeitschriften herausgegeben, die Iberoamericana. América Latina – España – Portugal. Ensayos sobre letras, historia y sociedad und die Halbjahreszeitschrift Revista Internacional de Lingüística Iberoamericana.
Die Niederlassung in Madrid existiert seit 1996, seit 2004 führt der Verlag im dortigen „Schriftstellerviertel“ Huertas die Buchhandlung Librería Iberoamericana.
Ein Schwerpunkt der verlegerischen und buchhändlerischen Tätigkeit liegt auf dem internationalen wissenschaftlichen und kulturellen Austausch.

## Premio de Ensayo Hispánico Klaus D. Vervuert
2019 wurde zum ersten Mal der Premio de Ensayo Hispánico Klaus D. Vervuert ausgelobt, der in Abstimmung mit dem Instituto Cervantes in einem zweijährlichen Turnus an eine bislang unveröffentlichte geisteswissenschaftliche Arbeit aus dem Bereich der Hispanistik oder Lateinamerikanistik vergeben wird.
Preisträger:
- 2019: Florencia Bonfiglio für The Great Will / El gran legado. Pre-textos y comienzos literarios en América Latina y el Caribe, ISBN 978-84-9192-121-9[5]
- 2021: Víctor Escudero Prieto für Salir al mundo. la novela de formación en las trayectorias de la Modernidad hispanoamericana, 2022, ISBN 978-84-9192-289-6[6]
- 2023: Paola Uparela für Invaginaciones coloniales : Mirada, genitalidad y (de)generación en la Modernidad temprana[7]